# Fristad
Fristad est une localité de Suède située dans la commune de Borås du comté de Västra Götaland. Elle couvre une superficie de 5,11 km2. En 2010, elle compte 4 924 habitants.